# Ringo Starr and Friends
Albums de Ringo Starr
Choose Love
(2005) Photograph: The Very Best of Ringo
(2007)
Ringo Starr and Friends est le 7e album live de l'ex-Beatle Ringo Starr et son All-Starr Band et est issu de sa tournée à succès de 2005-2006 avec Ian Hunter, Howard Jones, Roger Hodgson, Sheila E., Greg Lake et Mark Rivera. Il comporte les chansons de la tournée All-Starr Band de 2001.

## Titres
| No  | Titre                                                   | Durée |
| --- | ------------------------------------------------------- | ----- |
| 1.  | Photograph (Harrison/Starr)                             | 4:21  |
| 2.  | Act Naturally (Russell/Morrison)                        | 2:29  |
| 3.  | All The Young Dudes - Ian Hunter (Bowie)                | 5:35  |
| 4.  | Don't Go Where The Road Don't Go (Starr/Warman)         | 4:34  |
| 5.  | No One Is to Blame - Howard Jones (Jones)               | 6:11  |
| 6.  | Yellow Submarine (Lennon/McCartney)                     | 3:06  |
| 7.  | Logical Song - Roger Hodgson (Hodgson)                  | 3:48  |
| 8.  | Glamourous Life - Sheila E. (Prince)                    | 9:03  |
| 9.  | I Wanna Be Your Man (Lennon/McCartney)                  | 3:24  |
| 10. | Give a Little Bit - Roger Hodgson (Davies/Hodgson)      | 4:20  |
| 11. | Take the Long Way Home - Roger Hodgson (Davies/Hodgson) | 4:37  |
| 12. | You're Sixteen (Sherman Brothers)                       | 2:29  |
| 13. | Lucky Man - Greg Lake (Lake)                            | 4:41  |
| 14. | With a Little Help from My Friends (Lennon/McCartney)   | 5:34  |

## Personnel
- Ringo Starr : Chant, batterie
- Roger Hodgson : Chant, guitare
- Ian Hunter : Chant, guitare
- Greg Lake, Chant, basse, guitare acoustique sur Lucky Man
- Howard Jones : Chant, claviers, solo synthétiseur sur Lucky man
- Mark Rivera : Saxophone, flûte
- Sheila E. : Batterie, percussions, chant